# الضيق (صنعاء)

تعديل مصدري - تعديل

الضيق هي إحدى قرى الجمهورية اليمنية. وهي تتبع جغرافيًا لمحافظة صنعاء. وإداريًا لمديرية الطيال. يبلغ تعداد سكانها 2547 نسمة حسب الإحصاء الذي جرى عام 2004.